# Prionurus punctatus
Prionurus punctatus és una espècie de peix pertanyent a la família dels acantúrids.

## Descripció
- Pot arribar a fer 60 cm de llargària màxima.[2][3]

## Alimentació
Menja algues.

## Hàbitat
És un peix marí, associat als esculls i de clima tropical (30°N-14°N) que viu entre 5 i 35 m de fondària (normalment, entre 6 i 12).

## Distribució geogràfica
Es troba al Pacífic oriental central: des del golf de Califòrnia fins al Salvador, incloent-hi les illes Revillagigedo.

## Observacions
És inofensiu per als humans.